# Fierville-Bray
Fierville-Bray är en kommun i departementet Calvados i regionen Normandie i norra Frankrike. Kommunen ligger i kantonen Bretteville-sur-Laize som ligger i arrondissementet Caen. År 2018 hade Fierville-Bray 483 invånare.

## Befolkningsutveckling
Antalet invånare i kommunen Fierville-Bray
Referens: INSEE